# Diekkampgraben
Der Diekkampgraben ist ein Graben in Hamburg-Volksdorf und Nebenfluss der Berner Au.
Er wurde bis 2013 für 1.428.000 € saniert.

## Verlauf
Der Graben entspringt an der südlichen Grenze von Hamburg-Volksdorf zu Hamburg-Rahlstedt. Er verläuft Richtung Norden: Meiendorfer Weg, Farmsener Landstraße, Diekkamp. Danach verläuft er weiter Richtung Osten, wobei er die Straßen Diekredder, Schemmannstraße, Engenhusen und Heidloge kreuzt. Kurz vor der Mündung in die Berner Au fließt ihm der Saselheidegraben zu.